# NGC 7749
NGC 7749 ist eine Balken-Spiralgalaxie vom Hubble-Typ S0 Sternbild Sculptor am Südsternhimmel. Sie ist schätzungsweise 464 Millionen Lichtjahre von der Milchstraße entfernt und hat einen Durchmesser von etwa 220.000 Lichtjahren. 
Das Objekt wurde am 27. September 1834 von John Herschel entdeckt.